# Paul J. Weitz
Paul Joseph Weitz (Erie, 1932. július 25. – Flagstaff, 2017. október 22. vagy 2017. október 23.) amerikai űrhajós, az amerikai haditengerészet kapitánya. 1966-ban válogatták be a NASA űrhajósai közé. Két alkalommal járt az űrben, 1973-ban a Skylab-program keretében, majd tíz évvel később a Space Shuttle fedélzetén. 1994-ben vonult nyugdíjba a NASA-tól.
Egy fiú és egy lánygyermek apja volt.

## Repülések
- Skylab–2 – 1973. május 25-június 22., pilóta
- STS–6 – 1983. április 4-9., parancsnok